# Baileyev most na Korani
Bailey most koji se nalazi na rijeci Korani najdulji je most takve vrste u Hrvatskoj. Most je privremen te će stoga biti rastavljen. Možda će biti premještan na neku drugu lokaciju duž novog nasipa.

## Opis
Most je dug 42,7 metara. Nosivost mosta iznosi od 40 do 48 kilograma. Most je trozidni i dvokatni s 14 polja.

## Namjena
Most služi za prijevoz potrebnog materijala za izgradnju nasipa preko Korane. Izgradnjom mosta rasteretila se glavna prometnica i omogućen je nesmetani tijek prometa.

## Povijest
Most je u funkciji od 16. lipnja 2020. godine. Most su sagradili pripadnici Pontonirsko-mostne satnije inženjerijske pukovnije Hrvatske kopnene vojske. Most povezuje karlovački Turanj i Logorište.